# Otto Hofner (Bildhauer)
Otto Hofner (* 29. März 1879 in Wien; † 13. März 1946 ebenda) war ein österreichischer Bildhauer und Medailleur.

## Leben
Otto Hofner machte eine vierjährige Lehre als Goldschmied, Graveur und Ziseleur. Ab 1898 besuchte er die Kunstgewerbeschule bei Stefan Schwartz. Studienreisen führten ihn nach Paris, Holland, Belgien und London. 1904–1915 wirkte er als Lehrer an der Genossenschaftlichen Fachschule für Gold- und Silberschmiede in Wien, war daneben aber auch als selbstständiger Künstler tätig. Ab 1909 war er Mitglied des Künstlerhauses. Er war 1944 mit einer Arbeit (Erblüht) auf der Großen Deutschen Kunstausstellung in München vertreten.
Hofner erhielt ein Ehrengrab auf dem Hietzinger Friedhof.

## Werk
Otto Hofner schuf Goldschmiedearbeiten, Medaillen, Plaketten und Porträtreliefs. Skulpturen, Büsten und Grabdenkmäler wurden in der Zeit des Roten Wien für den öffentlichen Raum (etwa in Gemeindewohnbauten) von ihm errichtet.

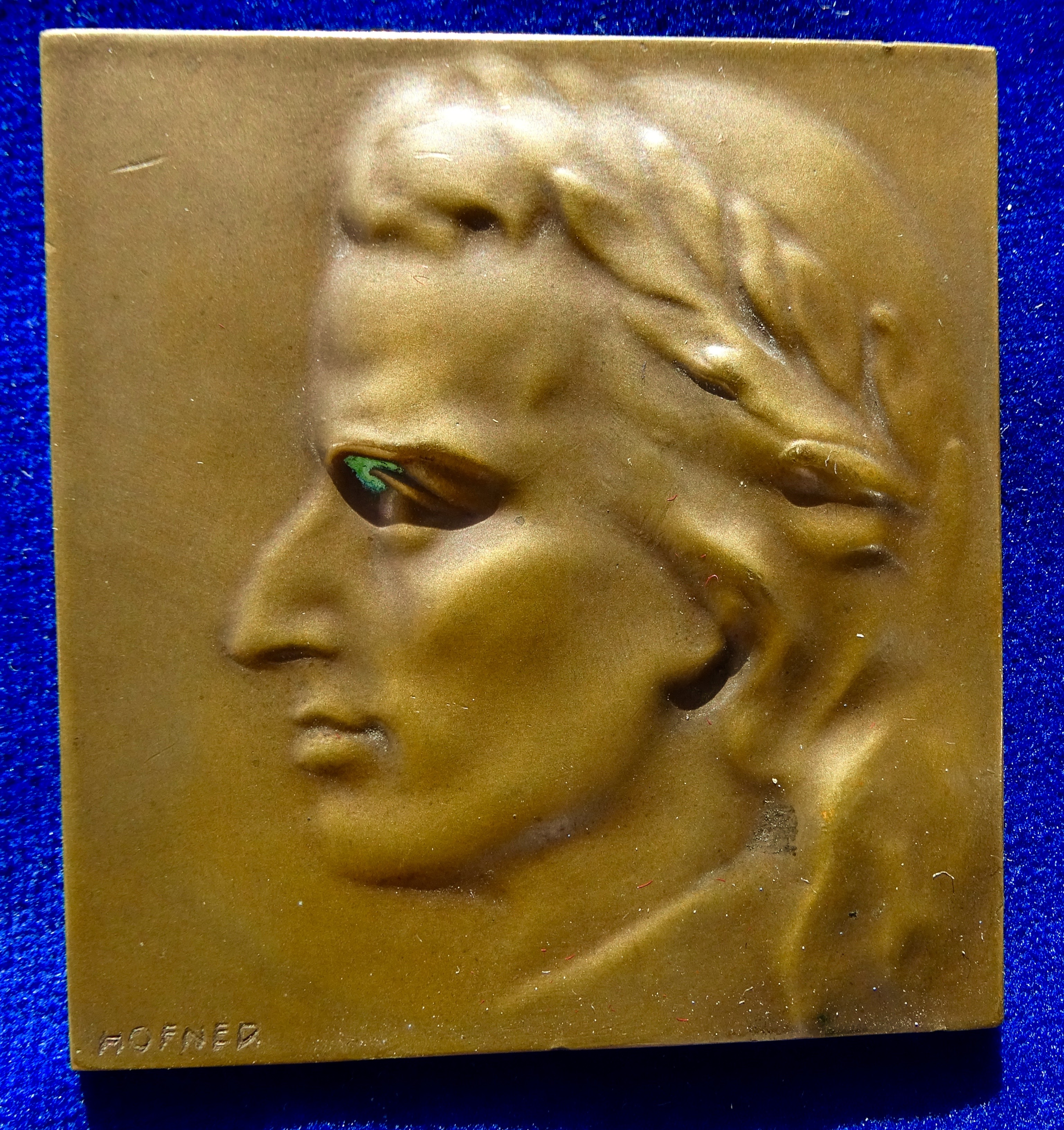
Bronze-Plakette auf Friedrich Schiller, ohne Schrift.

- Der Sämann, Bronzeskulptur, Karl-Marx-Hof, Wien 19 (1920)
- 5 Fassadenfiguren und 2 Arbeitergiganten, Arbeiterkammer, Klagenfurt (1923)
- Städtebauer, Terrakottarelief, Wohnhausanlage Kennergasse 10, Wien 10 (1924)
- Grabdenkmal Franz Klein, Wiener Zentralfriedhof, Wien 11 (1926)
- Jüngling mit dem Hammer, Bronzeskulptur, Berufsschule, Hütteldorfer Straße 7–17, Wien 15 (1927)
- Denkmal für Alexander Girardi, Girardipark, Wien 1 (1929), unter Denkmalschutz
- Tänzerin, Bronzeskulptur, Rabenhof, Wien 3 (1930)

- Medaillen und Plaketten auf Josef Kainz, Friedrich Schiller, Johann Wolfgang von Goethe, Friedrich Nietzsche; Sieben auf einen Streich; Neujahrsmünzen 1937 und 1938; kunstgewerbliche Entwürfe u. a.

## Galerie

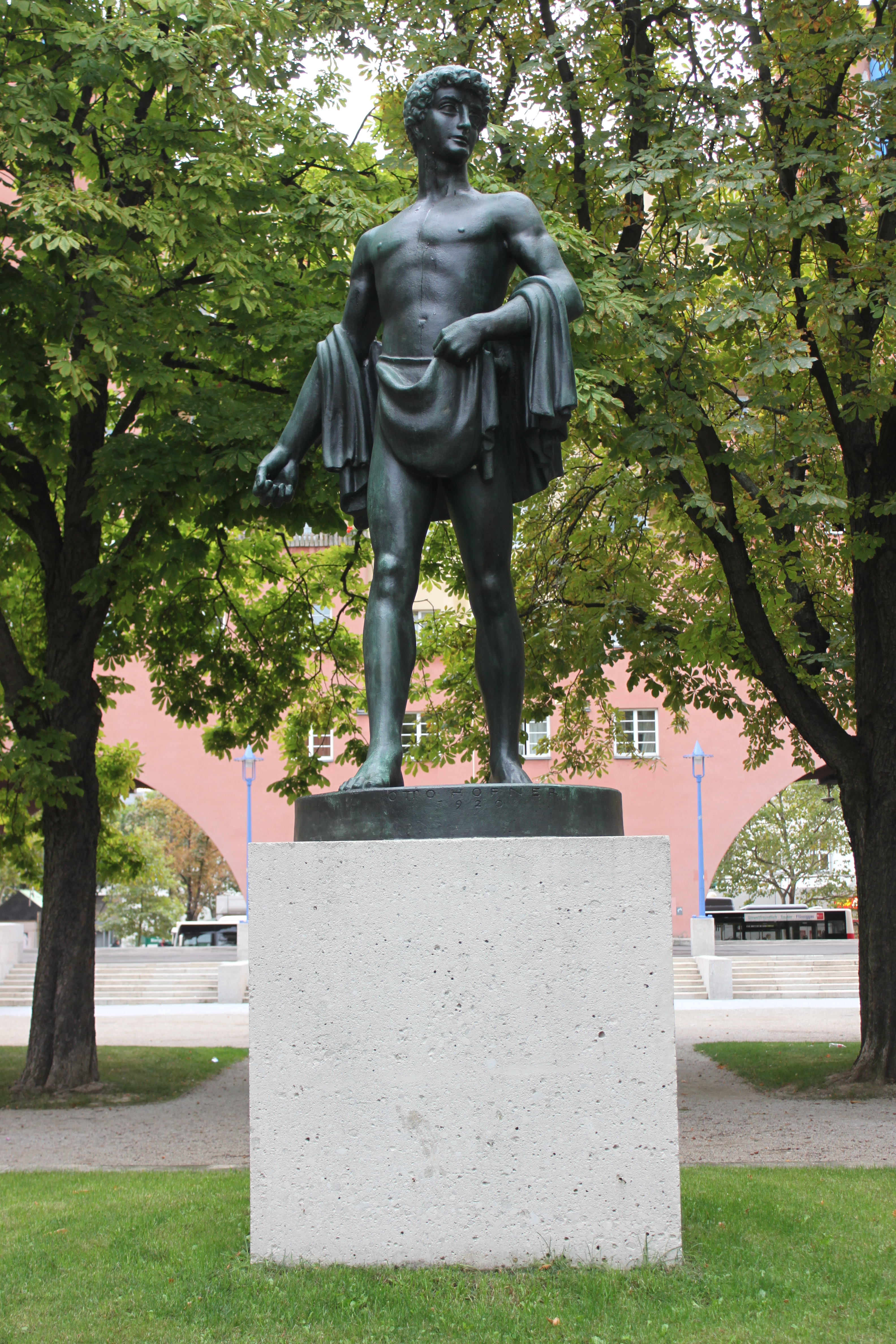
Der Sämann (1920)
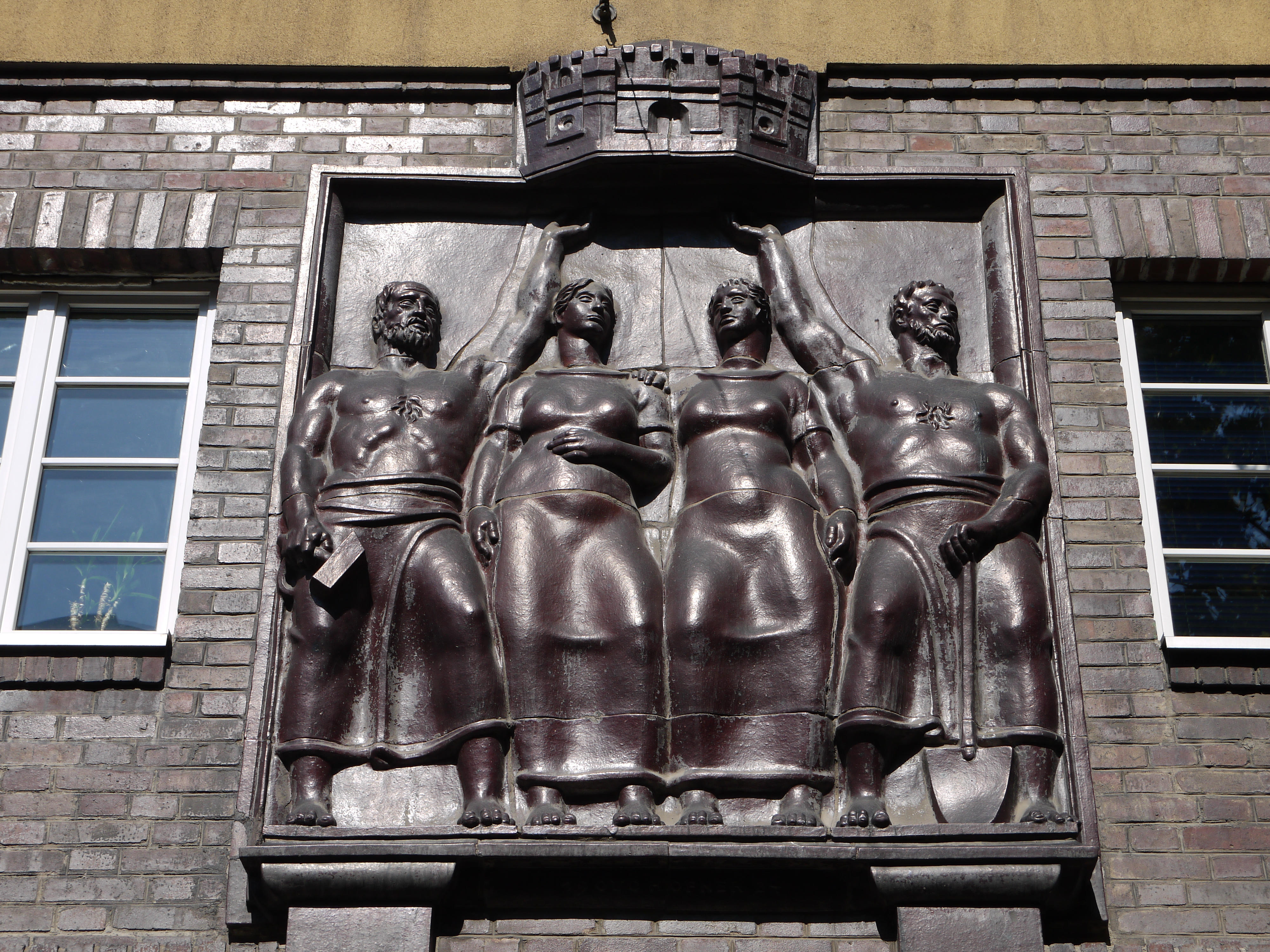
Städtebauer (1924)
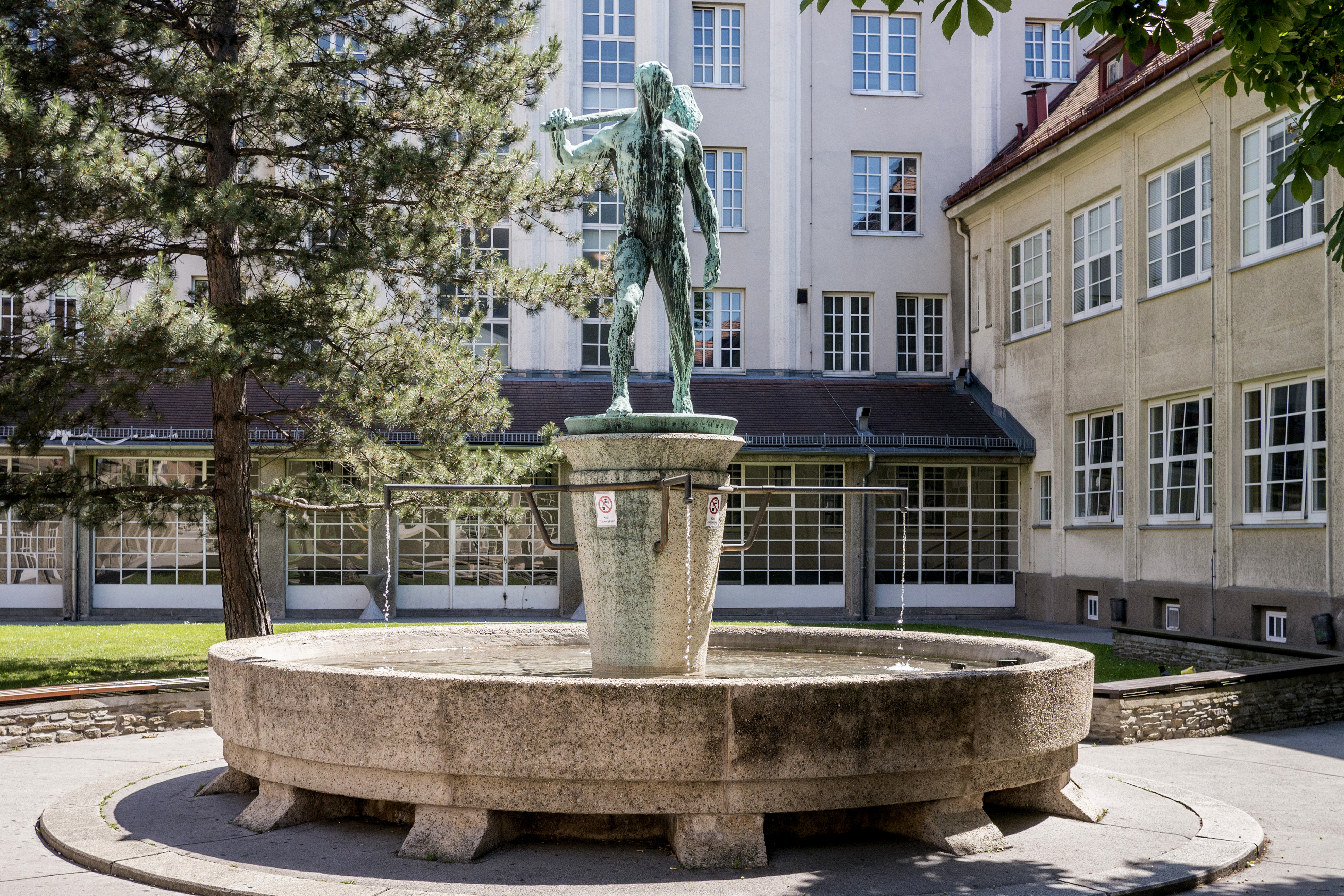
Jüngling mit dem Hammer (1927)
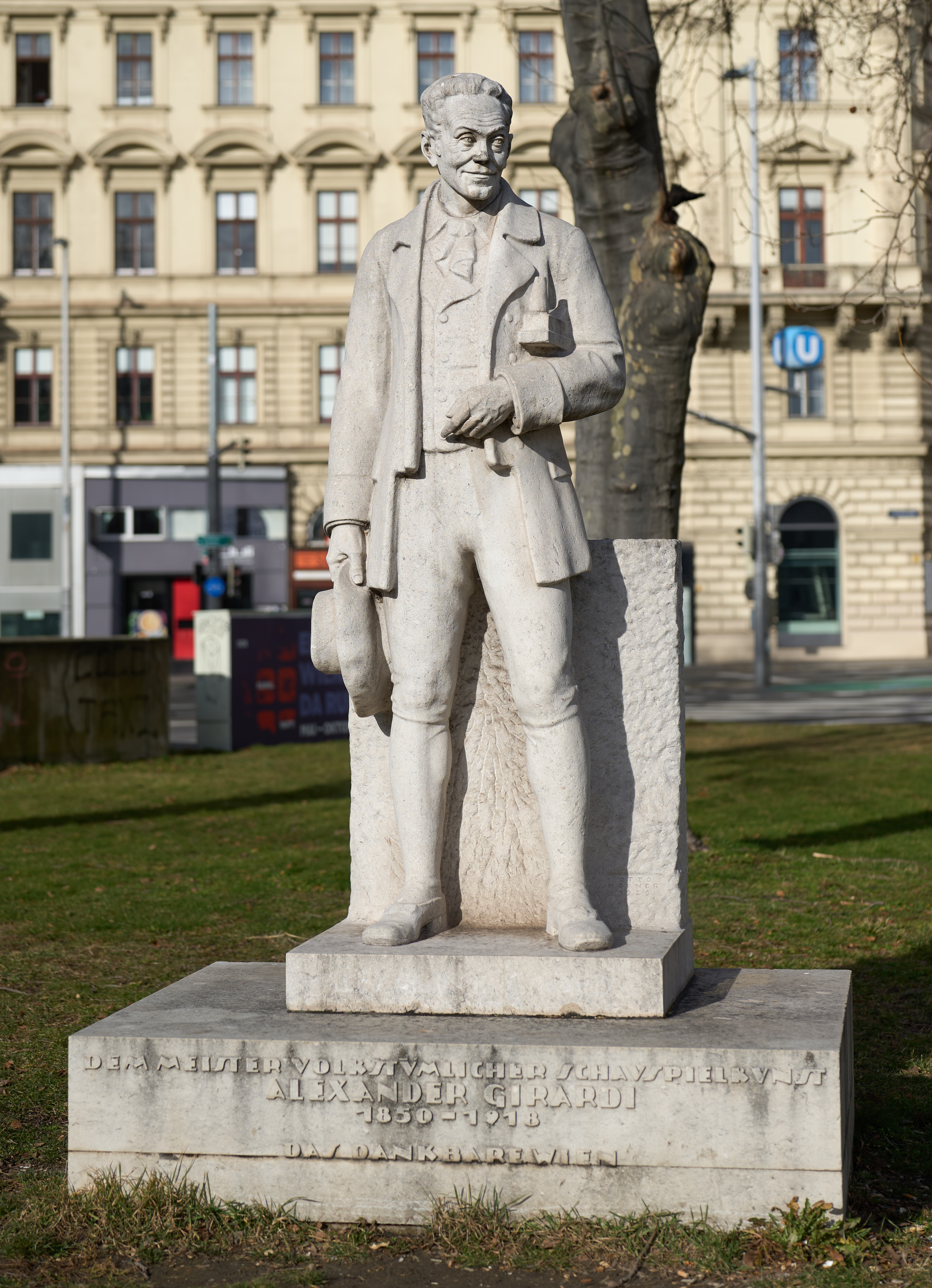
Alexander Girardi (1929)
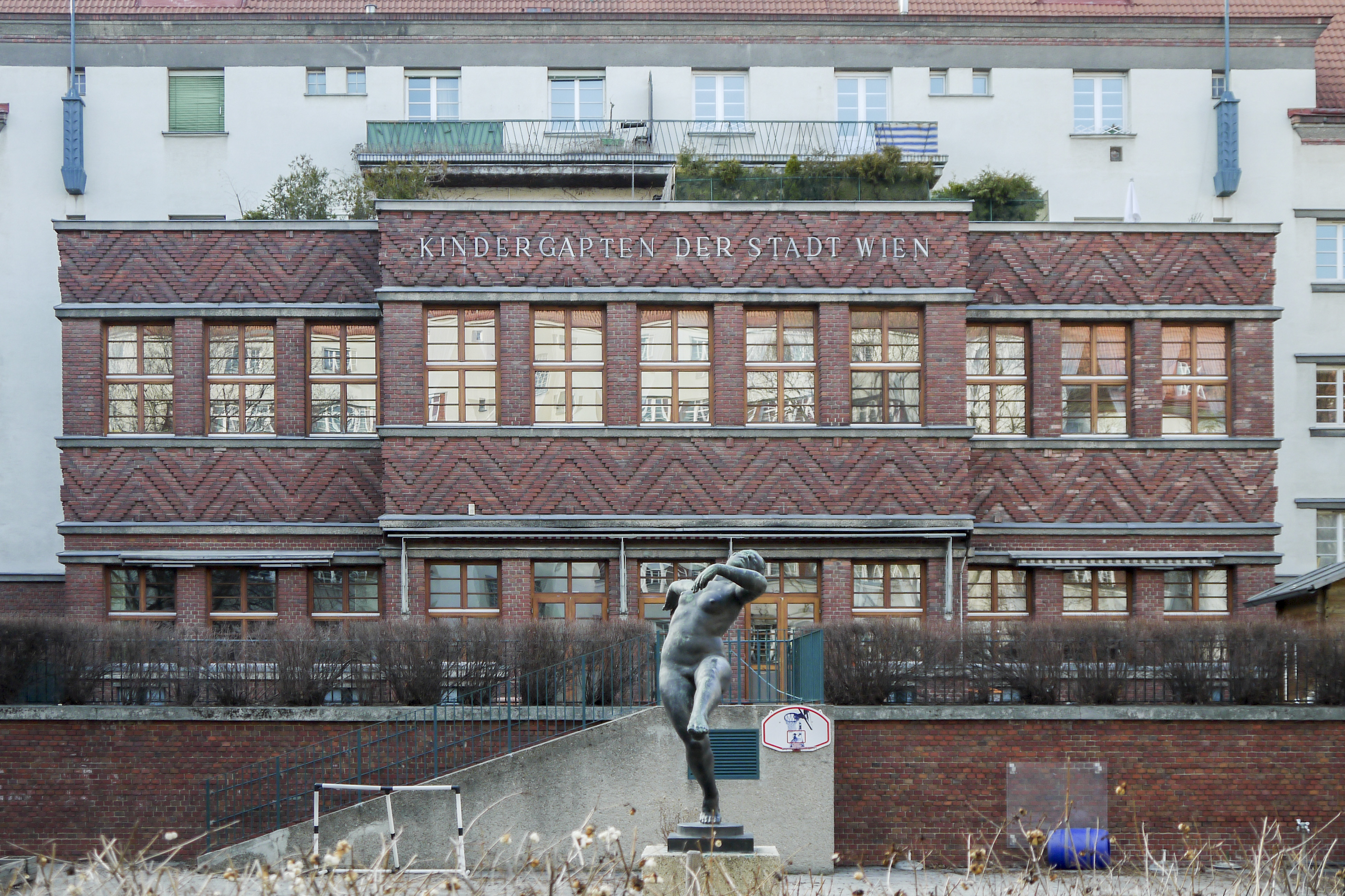
Tänzerin (1930)